# Кисіль Ігор Олексійович
Ігор Олексійович Кисіль (нар. 15 липня 1959, місто Дніпропетровськ Дніпропетровської області) — український радянський діяч, розливальник сталі Дніпропетровського металургійного заводу імені Петровського. Депутат Верховної Ради УРСР 11-го скликання.

## Біографія
Освіта середня спеціальна.
З 1978 року — мастильник виливниць киснево-конверторного цеху Дніпропетровського металургійного заводу імені Петровського.
Служив у Радянській армії.
З 1981 року — розливальник сталі Дніпропетровського металургійного заводу імені Петровського.
Потім — на пенсії в місті Дніпропетровську (Дніпрі).

## Нагороди
- ордени
- медалі